# Militärflugplatz Cognac-Châteaubernard

i7
i11
i13
Die Base aérienne 709 Cognac-Châteaubernard (B.A. 709) ist ein Militärflugplatz der französischen Luftstreitkräfte (Armée de l’air). Die Basis, die seit 1992 nach „Commandant Ménard“ benannt ist, liegt in der Region Nouvelle-Aquitaine im Département Charente auf dem Gebiet der Gemeinden Châteaubernard und Genté, etwa fünf Kilometer südlich des Zentrums von Cognac. Sie ist insbesondere die Heimatbasis diverser Ausbildungseinrichtungen sowie der Drohnen.
Er wird in begrenztem Umfang als Aéroport de Cognac (IATA-Code: CNG, ICAO-Code: LFBG) zivil mitgenutzt.

## Geschichte
Der Flugplatz Cognac entstand ab 1938 auf Wunsch der Stadt auf dem Gebiet der Nachbargemeinde Châteaubernard. Die Basis war zum Zeitpunkt des Waffenstillstands im Juni 1940 während des Zweiten Weltkriegs noch immer nicht fertiggestellt.
Die Fertigstellung erfolgte erst für die deutsche Luftwaffe. Erster Nutzer war zwischen Juli und September 1941 die mit He 111 und Do 217 ausgerüstete II. Gruppe des Kampfgeschwaders 40 (II./KG 40) die dem Fliegerführer Atlantik unterstellt war, dessen Hauptaufgabe der Seekrieg über dem Atlantik war.
Der Flugplatz wurde ab November 1943 Stationierungsort eines Teils der III. Gruppe des Kampfgeschwaders 40 (III./KG 40), die mit ihren Fw 200C hier bis Juli 1944 blieb, und zum Jahresende 1943 erstmals das Ziel alliierter Luftangriffe. Der letzte Luftwaffenverband war die 3. Staffel der Fern-Aufklärungs-Gruppe 123 (3.(F)/123) deren Ju 88 ihre Einsätze zwischen Ende Juli und August 1944 von Cognac aus flogen.
Nach Kriegsende wurde die Basis von den französischen Luftstreitkräften wieder instand gesetzt und im Juli 1945 Heimat der Schulbasis 705, die hier bis Ende 1949 blieb. An ihre Stelle trat zum Jahresbeginn 1950 die Einsatzbasis 135 als Stationierungsort einer Aufklärungsstaffel, der 33ème escadre de reconnaissance. Die Start- und Landebahn wurde hierzu auf 2400 m verlängert. Hinzu kam ab 1958 die 92ème brigade de bombardement, eine aus zwei Vautour Bomber-Gruppen (Escadron de Bombardement) bestehendes Geschwader, den EB 1/92 „Bourgogne“ und EB 2/92 „Aquitaine“.
Cognac wurde ab 1961 erneut ein Flugtrainingszentrum, das diesmal als Schulbasis 709 bezeichnet wurde. Die Schulung für die Armée de l’Air und auch die Aéronavale begann zunächst auf der T-6, die jedoch bereits 1965 durch die Magister ersetzt wurden, die ihrerseits ab Juni 1984 durch die noch heute geflogene TB-30 abgelöst wurden. Hinzu kam 1989 ein kleines Kunstflugteam, die Patrouille Cartouche Doré, das mit TB-30 ausgerüstet ist.
Zwischen Juli 2009 und 2014 war die Basis 709 zusätzlich Heimatstützpunkt der mit Harfang-Drohnen ausgerüsteten Escadron Drones 1/33 (ED 1/33) „Belfort“. Diese empfing im Dezember 2016 ihre erste MQ-9 in Cognac. Im Zuge einer Umorganisation schließlich wurde 2019 das 1993 deaktivierte 33. Aufklärungsgeschwader als 33ème Escadre de surveillance, de reconnaissance et d’attaque (33e ESRA) neu aufgestellt. In diesem Zusammenhang wurde die Umschuleinheit Escadron de transformation opérationnelle drones (ETOD) in ETOD 3/33 „Moselle“ umbenannt und dem Geschwader unterstellt.
In den Jahren 2018/2019 wurden die von Frankreich neu bestellten PC-21 Trainer nach Cognac überführt, parallel dazu entstand ein Simulator-Schulungszentrum. Die Fortgeschrittenenausbildung obliegt der Jagdfliegerschule École de l’Aviation de Chasse, die zuvor mit Alpha Jets ausgerüstet in Tours beheimatet war.

## Militärische Nutzung
Die Basis Cognac-Châteaubernard wird zurzeit (2023) wie folgt genutzt:
- École de Pilotage de l’Armée de l’Air (EPAA), Flugschule mit vier fliegenden Staffeln – zwei Ausbildungsstaffeln, den Escadron d’Instruction en Vol (EIV), einem Centre de formation des instructeurs pilotes zur Fluglehrerausbildung sowie der Marineflieger-Schule École de l’aéronautique navale, seit 1984 ausgerüstet mit Socata TB 30.
- Patrouille Cartouche Doré, Kunstflugteam, ebenfalls ausgerüstet mit TB-30, seit 1989
- École de l’Aviation de Chasse (EAC), ausgerüstet mit PC-21, seit 2018
- 33ème Escadre de surveillance, de reconnaissance et d’attaque (ESRA) mit den beiden Einsatzstaffeln Escadron Drones 1/33 (ED 1/33) „Belfort“ und ED 2/33 „Savoie“ sowie der Umschulstaffel ETOD 3/33 „Moselle“, alle ausgerüstet mit der MQ-9 (Flugbetrieb in Cognac seit 2016). Eine vierte fliegende Staffel ist seit 2023 die Escadron de renseignement 4/33 (ER 4/33), die einige leichte Überwachungs- und Aufklärungsflugzeuge auf Basis der Beechcraft 350 betreibt.[3] Hinzu kommt die Wartungsstaffel Escadron des soutiens techniques aéronautiques 15/33 (ESTA 15/33).[4]
- Cassidian Aviation Training Service (CATS), eine Flugschule in ÖPP für die Grundausbildung, ausgerüstet mit Grob G 120A-F.

In den kommenden Jahren sollen weitere Trainingseinheiten von zur Schließung vorgesehenen Basen nach Cognac verlegt werden, insbesondere 2020 die Jagdflugzeugschule École d’Aviation de Chasse der Basis 705 in Tours.
Hinzu kommen einige nichtfliegende Verbände sowie kleinere Stützpunkte im Umkreis Cognacs.

## Zivile Nutzung
Im Südosten des Geländes befindet sich der kleine zivil genutzte Teil der Basis. Er dient vorwiegend der Allgemeinen Luftfahrt, im regulären Liniendienst wird der Flughafen nicht bedient.

## Zwischenfälle
- Am 5. März 1973 kam es vermutlich infolge eines Navigationsfehlers seitens der Spantax-Piloten und eines Fluglotsenstreiks im Luftraum von Nantes, Frankreich, zu einer Kollision einer Convair CV-990 der spanischen Spantax (Luftfahrzeugkennzeichen EC-BJC) mit einer Douglas DC-9-32 (EC-BII) der ebenfalls spanischen Iberia. Während die Spantax-Maschine mit einer schwer beschädigten linken Tragfläche auf dem Militärflugplatz Cognac-Châteaubernard notgelandet werden konnte und alle 107 Insassen überlebten, kamen alle 68 Insassen der Iberia-DC-9 ums Leben. Die Piloten beider Maschinen flogen ohne Unterstützung der an diesem Tag streikenden französischen Flugsicherung.[5][6]